# Robert Gaden
Robert Gaden (eigentlich Robert Henry Gaden-Gädeke; * 23. August 1893 in Bordeaux, Frankreich; † 1. Oktober 1985 in Berlin-Zehlendorf) war ein Geiger und Kapellmeister.

## Leben
Robert Henry Gaden trat schon im Alter von 13 Jahren als Solist öffentlich auf und wurde Meisterschüler von Lucien Capet am Pariser Conservatoire Nationale. Mit Ausbruch des Weltkrieges kehrte die Familie nach Deutschland zurück. Nach Kriegsende musste Gaden zur Unterhaltungsmusik wechseln und leitete eine Künstlerkapelle, eine Diamond King's Jazz Band und Roberts Jazz-Kapelle; mit allen Orchestern entstanden Schallplattenaufnahmen für verschiedene Unternehmen. Im September 1926 erregte er Aufsehen mit der Welturaufführung von Ferde Grofés „Mississippi Suite“ am Berliner Deutschlandsender. Seit 1930 hatte er einen Exklusivvertrag mit (Electrola). In den 1930er Jahren wurde er mit seinem Robert Gaden Tango-Orchester für den eleganten Stil berühmt. Er spielte bevorzugt argentinischen Tango. Als Robert Gaden Tanzorchester hat er dennoch alle Arten von Jazz-Kompositionen, Filmmusik, langsame Walzer sowie konzertante Titel aufgenommen.
Er wird in einer Reihe mit Otto Dobrindt und Oskar Joost genannt, die ebenfalls eine Reihe sogenannter „Argentinischer Tangos“ schufen, die sich in die Klangwelt und die Melodienfülle Lateinamerikas einfühlten.
10 January 1944 | An orchestra of a famous violinist and conductor Robert Gaden performed in the SS-Küche (SS kitchen and canteen) for the SS garrison members of the German Nazi concentration camp Auschwitz. Robert Gaden was not a prisoner. He was a musician who came to the Auschwitz camp to play and entertain the SS guards.
Im hohen Alter erblindet starb Robert H. Gaden-Gädeke infolge eines Sturzes. Seine Ehefrau war Ilse Gädeke-Gaden (geb. 1899 in Berlin).

## Diskographie
- Rainer E. Lotz: Discographie der deutschen Tanzmusik, Band 1. – Bonn : Birgit Lotz Verlag, 1993 (S. viii, 1-278). – ISBN 978-3-9802656-4-5. (enthält eine Auflistung aller Schallplatten des Robert Gaden, S. 107–136)

## Ausgewählte Schallplattenaufnahmen
- The Vamp-Orientalischer Foxtrot - Parlophon P1087 - Berlin 21. April 1920
- Lawngreen (Lohengrin)-F - Grammophon 15782 - Berlin Juli 1920
- Kentucky Blues - Parlophon P1412 - Berlin 15. November 1922
- Do the Black Bottom with me (Geh Bubi)-SF - Pathé 8506 - Paris 1928
- Crepusculo-T - Kalliope K1285 - Berlin 1928
- Orientexpress-F - Electrola EG2859 - Berlin 18. September 1933
- Ich spür´ in mir-LW /  Leise klingt eine Melodie-LW - Electrola EG3511 - Berlin 19. November 1935
- Robert Gaden spielt Tangos - 1. und 2. Teil - Electrola EG3630 - Berlin 22. April 1936
- Robert Gaden u.s. Orchester - Vivere - Bandoneon Walter Pörschmann - Berlin. 10. September 1937[4]
- Robert Gaden u.s. Orchester - Oh Primadonna - Berlin. 19. Januar 1938
- Am Rio Negro-T / O mia bella Napoli-T - Electrola EG6467 - Berlin 7. September 1938[5]
- Robert Gaden u.s. Orchester - Fatalita - Bandoneon Walter Pörschmann, Fred Dömpke - Berlin. 5. Oktober. 1938
- Aus meinem Leben-T /  Jalousie-T - Electrola EG6575 - Berlin 2. November 1938
- Aromas de los Andes-T / La Seduccion-T - Electrola EG6568 - Berlin 2. November 1938
- Robert Gaden u.s. Orchester - Nachts geh das Telephon - 8. Dezember 1938
- Pepita tanzt-T / Guten Tag, liebes Glück-EW - Electrola EG6789 - Berlin Februar 1939
- Ein paar Tränen-SF / Fatme-T - Electrola EG7011 - Berlin 21. September 1939
- Ja und nein-F / Du bist die erste Frau-LW - Electrola EG7042 - Berlin September 1939
- Steig´ ein in die Gondel-T / Jede Frau sehnt sich nach dir, Casanova-T - Electrola EG7076 - Berlin Oktober 1939

## Filmmusik
- Der Raub der Mona Lisa, Deutschland 1931, Spielfilm[6]